# مائیته روئیس د آئوستری
مائیته روئیس دِ آئوستری (اسپانیایی: Maite Ruiz de Austri‎؛ زادهٔ ۱۹۵۹) کارگردان فیلم و نویسنده اهل اسپانیا است. وی عضو فرهنگستان علوم و هنرهای سینمایی اسپانیا است.
از فیلم‌ها یا مجموعه‌های تلویزیونی که وی در آن‌ها نقش داشته است، می‌توان به افسانه باد شمال اشاره نمود.